# Newbrough
Newbrough – wieś w Anglii, w hrabstwie Northumberland. Leży 38 km na zachód od miasta Newcastle upon Tyne i 412 km na północ od Londynu.